# UTC−01:00

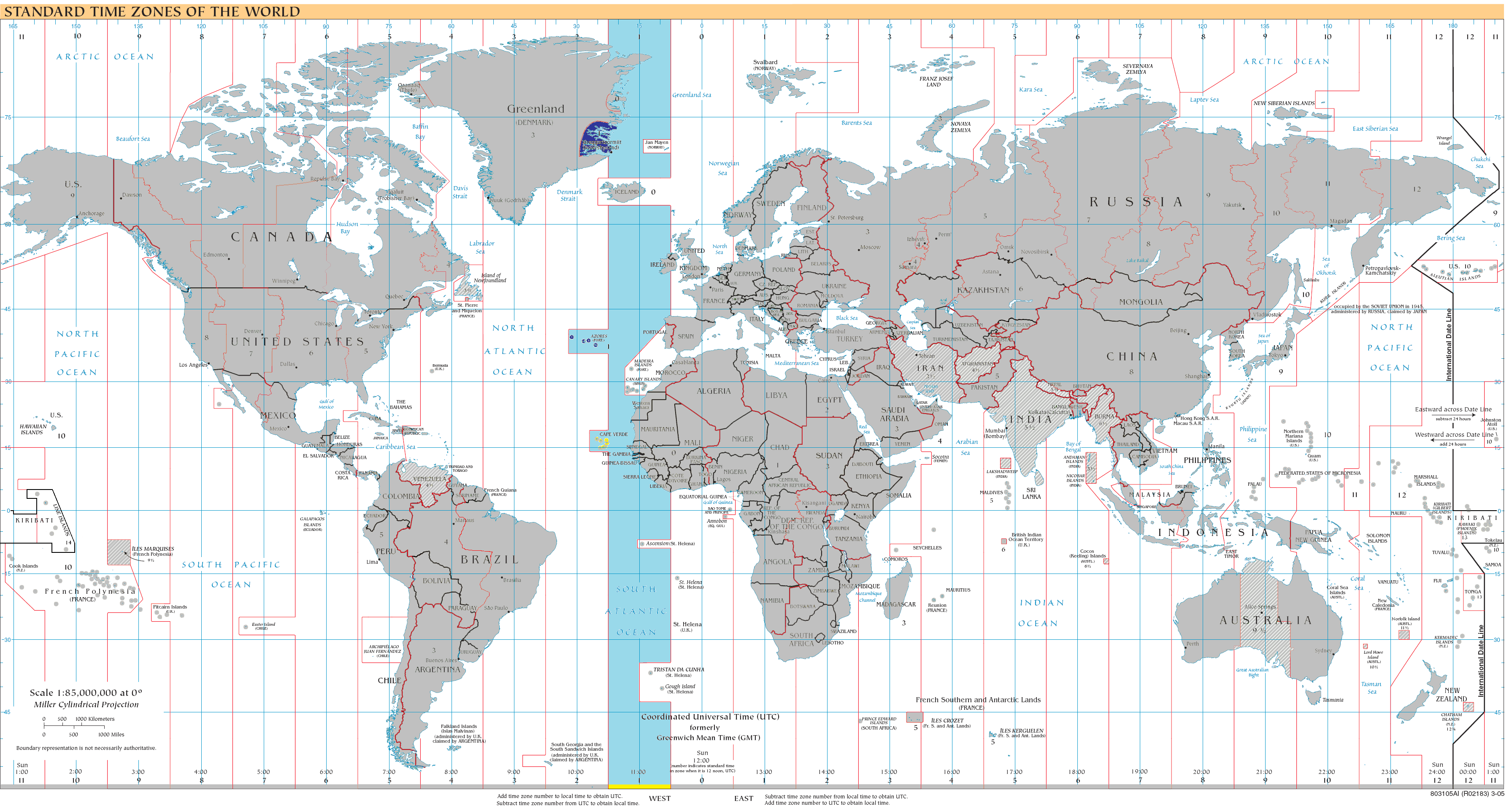
území, kde čas UTC-1 platí celoročně
území, kde čas UTC-1 platí sezónně v zimním období
území, kde čas UTC-1 platí sezónně v letním období
území, kde čas UTC-1 neplatí
mořské plochy spadající do pásma UTC-1
mořské plochy nespadající do pásma UTC-1
Poznámka: Stav k roku 2008

UTC−01:00 je zkratka a identifikátor časového posunu o -1 hodinu oproti koordinovanému světovému času. Tato zkratka je všeobecně užívána.
Existují i jiné zápisy se stejným významem:
- UTC-1 — zjednodušený zápis odvozený od základního[1]
- N — jednopísmenné označení používané námořníky, které lze pomocí hláskovací tabulky převést na jednoslovný název (November).[2]

Zkratka se často chápe ve významu časového pásma s tímto časovým posunem. Odpovídajícím řídícím poledníkem je pro tento čas 15° západní délky, čemuž odpovídá teoretický rozsah pásma mezi 7°30′ a 22°30′ západní délky.

## Jiná pojmenování
| zkratka | česky | anglicky                      | poznámka                              | odkaz |
| AZOT    | -     | Azores Standard Time          | viz časová pásma v Portugalsku        | [ 4 ] |
| CVT     | -     | Cape Verde Time               |                                       | [ 5 ] |
| EGT     | -     | Eastern Greenland Time        | viz Časová pásma v Dánském království | [ 6 ] |
| WGST    | -     | Western Greenland Summer Time | viz časová pásma v Dánském království | [ 7 ] |

## Úředně stanovený čas

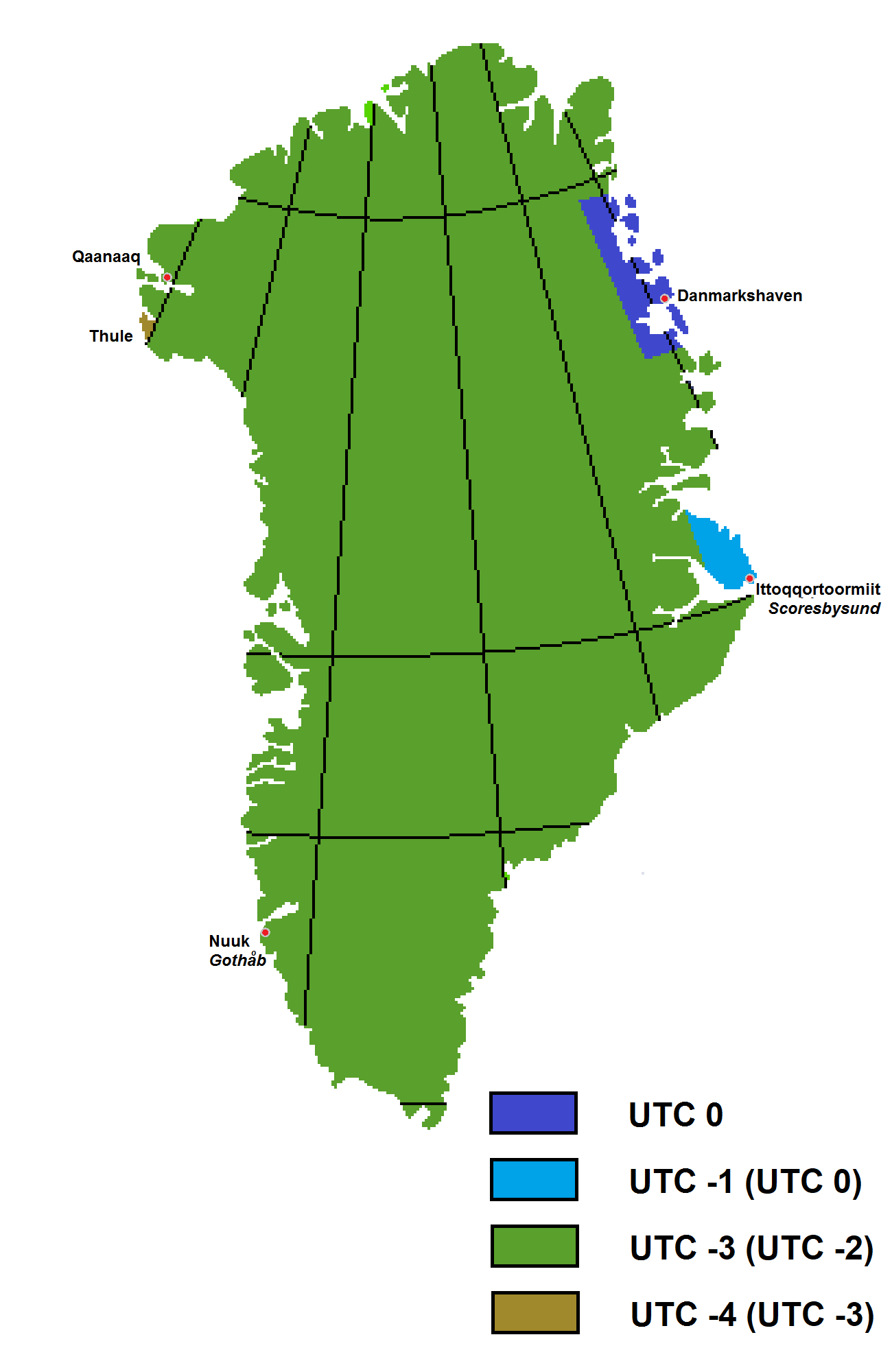
Standardní časová pásma v Grónsku; Ittoqqortoormiit je na jeho východním pobřeží

Čas UTC−01:00 je používán na následující územích, přičemž standardním časem se míní čas definovaný na daném území jako základní, od jehož definice se odvíjí sezónní změna času.

### Celoročně platný čas
- Kapverdy — standardní čas platný v tomto státě

### Sezónně platný čas
- Azory (Portugalsko) — standardní čas platný[p 5] na tomto souostroví[9]
- Grónsko (Dánsko) — standardní čas platný[p 5] na části území v okolí Ittoqqortoormiitu, včetně letiště Neerlerit Inaat
- Grónsko (Dánsko) — letní čas platný[p 6] na většině území posunutý o hodinu oproti standardnímu času